# Висконти ди Галлура, Убальдо
Убальдо Висконти (Ubaldo Visconti di Gallura) (1207—1238) — судья Галлуры с 1225, с 1236 по правам жены также судья Торреса (Логудоро). Иногда называется Убальдо II, чтобы отличить его от одноимённого дяди — судьи Кальяри.
Сын Ламберто Висконти ди Элдицио и Елены ди Лакон-Гунале, дочери судьи Галлуры Баризоне II.
В 1219 году женился на Аделазии ди Торрес согласно договору, заключённому годом раньше между их отцами. Обоим супругам было по 12 лет.
В 1225 г. после смерти отца Убальдо Висконти унаследовал юдикат Галлура, в 1230 г. после смерти дяди стал регентом юдиката Кальяри. В качестве правителя пользовался покровительством республики Пиза.
В 1236 году по правам жены стал судьёй Торреса (Логудоро), объединив таким образом под своей властью почти всю Сардинию.
Умер в 1238 году от лихорадки. В завещании назначил своим наследником двоюродного брата — Джованни Висконти, сына Убальдо I.